# Fauveliopsis armata
Fauveliopsis armata är en ringmaskart som beskrevs av Fauchald och Hancock 1984. Fauveliopsis armata ingår i släktet Fauveliopsis och familjen Fauveliopsidae. Inga underarter finns listade i Catalogue of Life.